# Miguel Gallardo Rodríguez
Miguel Gallardo Rodríguez  (Sevilla, 1956) es un periodista, empresario, escritor, editor y abogado español. Entrenador superior de baloncesto, dirigió el departamento de comunicación de la Federación Española de Baloncesto de 2005 a 2009. Ha creado numerosos medios de comunicación relacionados con el deporte. Ha recibido el Premio Andalucía de los Deportes en Periodismo de la Junta de Andalucía en 2006 y de la Asociación de la Prensa de Sevilla en el 2008. Y mención honorífica en 2023 por la Asociación de la  Prensa de Sevilla al cumplir 50 años de periodismo ininterrumpidos.

## Biografía
Licenciado en Derecho en la Universidad de Sevilla desde el año 1983, es miembro del Colegio de Abogados de Sevilla desde hace 26 años, recibiendo una distinción en el año 2008 por sus 25 años de colegiación. Mientras ejercía como abogado y periodista, estudió Económicas y Empresariales en la Universidad de Sevilla en la promoción 1984/1989. Entrenador nacional y Superior de Baloncesto en Barcelona desde julio de 1979.
Pertenece a la Asociación de la Prensa de Sevilla desde 1989, a la Federación de Asociaciones de Periodistas de España desde 1990 y al Club Internacional de la Prensa desde 2007, estando en posesión además del carnet de periodista internacional.Y miembro del Colegio Profesional de Periodistas de Andalucía. 
Ha trabajado como redactor en el diario El País, el periódico deportivo As, la agencia Europa Press, Radio Sevilla de la Cadena Ser, Localia televisión y El Correo de Andalucía, entre otros muchos medios. También ha pronunciado conferencias en la Universidades de Sevilla, Granada, Almería, en el Consejo Superior de Deportes, la Asociación de la Prensa de Cádiz, la Universidad Menéndez Pelayo, en el Excmo Ateneo de Sevilla y en el Claustro del Santuario de Regla de Chipiona. 

#### Carrera profesional en el deporte
Se inició como entrenador del Medicina en la primera división nacional femenina (1976-77). Fue jugador de baloncesto desde los 10 años en Maristas y Club Amigos del Baloncesto de Sevilla. Es entrenador superior de baloncesto desde 1979, cuando recibió el título expedido en Barcelona.  
Fundador y director de las agencias de noticias Andalucía Deportiva en el año 1978, (convertida en diario digital, andaluciadeportiva.com desde el 2005) y de las webs y agencias de noticias Sevilla Press ( primer periódico digital independiente de Sevilla fundado en 2005) y Faro de Chipionadesde entonces en activo hasta la actualidad. 
Directivo del Club Amigos del baloncesto y de la Federación Sevillana de Baloncesto con 18 años, fue también presidente de la Asociación de Entrenadores de Baloncesto en Andalucía y alumno de los primeros maestros del baloncesto estadounidense que llegaron a España como: Lou Carnasseca (en Barcelona  1974), Frank Arnold (en Vigo 1975), Peter Carril (en Málaga 1976), Congreso Internacional de Entrenadores de Baloncesto en Tenerife o Congreso Hispano árabe de Entrenadores de Baloncesto en Madrid, así como entrenador de la Federación Española de Baloncesto en múltiples “Operaciones Alturas” y “Operaciones Nuevos Valores” en  Tarragona, Cáceres, Málaga o Vitoria, entre otras ciudades.
Fue el encargado de retransmitir, junto a Javier Bermejo, el 1 de marzo de 1986 el primer partido de baloncesto televisado en Andalucía desde Málaga, un Caja de Roda-Oximexa de ascenso a la máxima categoría desde Málaga.
Ejerció durante cuatro años (2002-2005) como consejero del Caja San Fernando de Baloncesto, club de la ACB, que después se ha llamado Cajasol Sevilla y Real Betis Baloncesto.  
Desde su puesto de Director de Comunicación de la Federación Española de Baloncesto, de 2005 a 2009, fue testigo directo de los triunfos de la selección española que se proclamó campeona del mundo en Japón 2006, subcampeona de Europa en España 2007, subcampeona Olímpica en Pekín 2008, Campeona de Europa en Polonia 2009. También ha trabajado en la organización del Eurobasket de España 2007 y la candidatura de España al Mundial 2014.
Creador y director de las cuatro primeras ediciones del primer Máster de Periodismo especializado en baloncesto (2006- 2009). Desde la Federación Española de Baloncesto ha creado “Radio feb”, primera radio monográfica de baloncesto por internet , director del programa de televisión “Zonabasket tv” y director de la revista “Basket feb”.

## Reconocimientos
Muy vinculado a la localidad gaditana de Chipiona, ha sido reconocido como "personaje popular del año 1999" por el Ayuntamiento y la Radio Televisión Municipal. También ha recibido el primer premio del Foro Cívico de Chipiona en el año 2007 , fue Rey Mago de la Cabalgata de Chipiona en el 2005, participó en el Pregón del Carnaval de Chipiona ofrecido por Isabel Fayos en el año 2007. En 2010 recibió el Premio a la Promoción Turística de Chipiona concedido por el Ayuntamiento de esta localidad. Y mención honorífica en 2023 por la Asociación de la Prensa de Sevilla al cumplir 50 años de periodismo ininterrumpidos.

## Publicaciones
Es autor de libros, entre otros: 
- “La historia de los 75 años del baloncesto andaluz” (2006)
- “El libro del Oro en el Mundial de Japón” (2007), editados ambos por el Instituto Andaluz del Deporte de la Junta de Andalucía ,
- Historias del Sevilla (1992) y del Betis (1993) , editadas por el diario ABC
- “Recopilación Técnica (75 -76) de Baloncesto” editada por la Escuela de Arquitectura de Sevilla
- Enciclopedia de tres tomos de los Tesoros Artísticos de la Provincia de Sevilla, editada por ABC (2000)
- 75 Aniversario de la Historia del baloncesto sevillano.
- Carmen Sevilla la novia de España en 2021.
- Superviviente Pantoja en 2021.
- Jesulín 3.0 en 2021.
- Gran Poder de Sevilla historia de la Santa Misión en 2021.
- Regla de Cipiona en 2021
- Gracia Montes la voz de cristal en 2023.
- Con el 17... Joaquín en 2023.
- Paquirri en primera persona a los 40 años de su muerte en 2024.
- El adiós de Jesús Navas de Miguel Gallardo y Marina Bernal en 2024.

También a Editado los siguientes libros:
- Cómo llora Sevilla del padre Ramón Cue.
- Mi Cristo Roto del padre Ramón Cue.
- Cómo sonríe Sevilla del padre Ramón Cue.
- Canta Rocío Canta de Marina Bernal dedicado a Rocío Jurado en 2019.
- Soy Raphalista de Marina Bernal en 2020.
- Chipiona un paraíso cercano de Marina Bernal en 2021.
- Lola el brillo de sus ojos de Marina Bernal dedicado aLola Flores en 2022.
- Cómo sigue llorando Sevilla de Francisco Correal en 2023.
- Sevilla la ciudad más amada de José Joaquín Gallardo en 2023.
- Anónimos Infnitos 1, 2 y 3 de marina Bernal.
- Trilogía Sevillana del padre Ramón Cue en 2024.